# Hess Swisstrolley
Le Swisstrolley (abrégé ST) est une famille de trolleybus articulés à plancher bas de l'entreprise suisse Carrosserie Hess. Ils sont construits depuis 1989. On en distingue aujourd'hui quatre générations.
En 2019, le Swisstrolley est renommé LighTram 19, le LighTram devenant le LighTram 25.

## Histoire

### Swisstrolley 1
En 1989, Hess développe avec NAW (pour le châssis) et Asea Brown Boveri (ABB) (pour l'équipement électrique), le premier trolleybus à plancher bas. Il fut désigné NAW/Hess/ABB BGT-N ou Swisstrolley. Le premier prototype est présenté en 1991, il fera le tour des villes suisses ayant un réseau de trolleybus pour essais, même en service commercial. En 1996, le prototype est vendu au trolleybus de Bienne où il obtient le numéro de parc 80. En 2008, il est revendu au réseau de Mediaş en Roumanie où il est en service commercial sous le numéro 663. 
La production en série du Swisstrolley 1 est constituée de 13 unités, construites pour les Transports publics genevois. Livrés en 1993, ils portent les numéros de parc 701 à 713. Leur équipement électrique diffère de celui du prototype car fourni par Siemens. Le 709 genevois est converti en 2003 en bi-articulé, une première en Suisse, il prend alors le numéro 721.

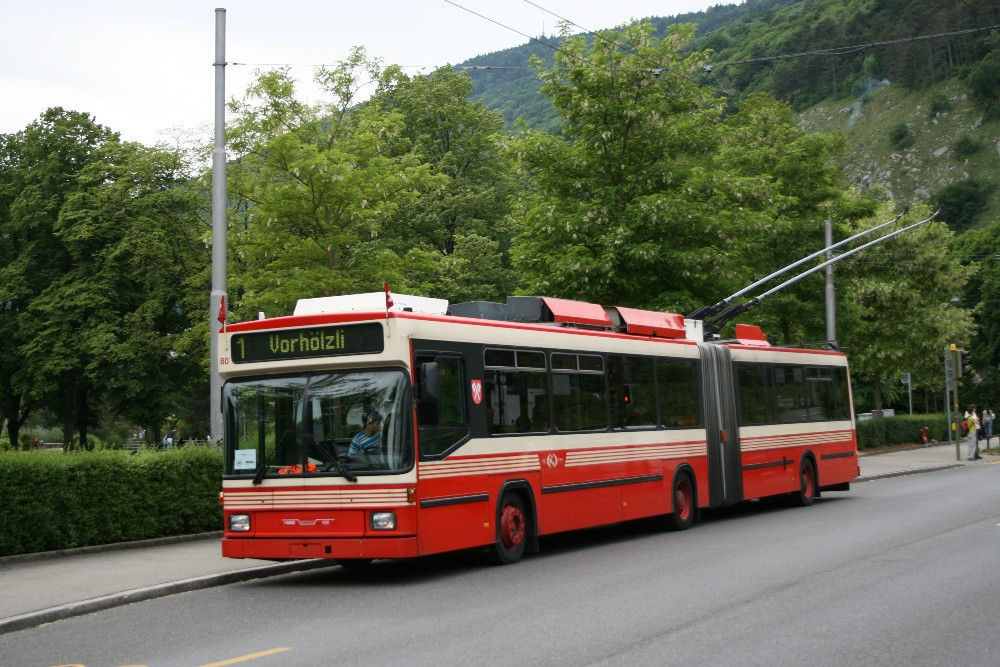
Le prototype Swisstrolley 1, ici en 2008 toujours en service commercial
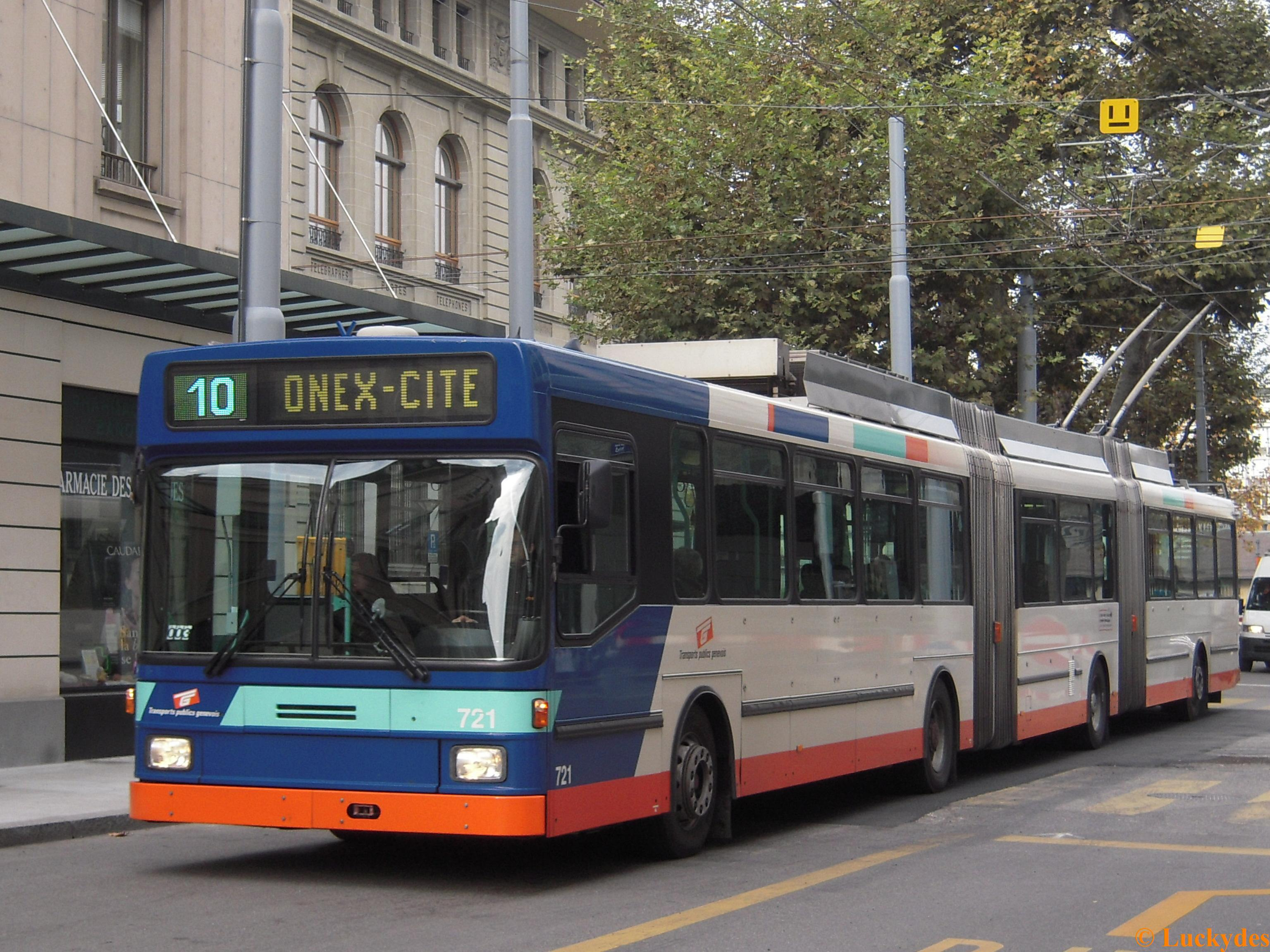
Le Swisstrolley 1 de Genève, reconverti en prototype du Hess lighTram

### Swisstrolley 2

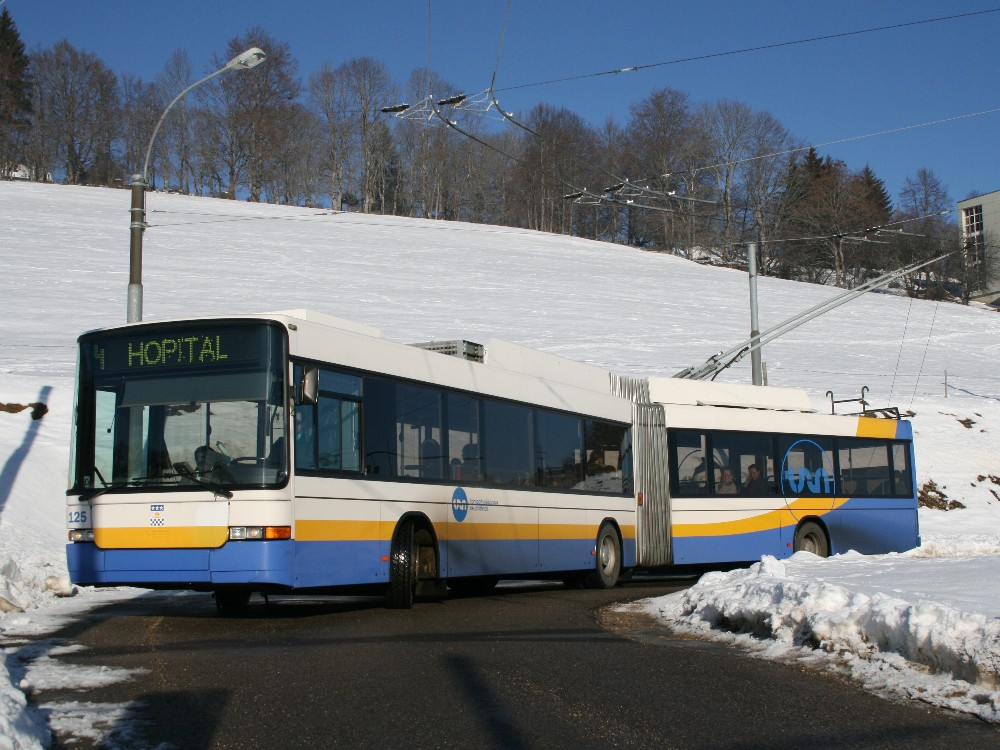
Un Swisstrolley 2, ici à La Chaux-de-Fonds

1996 voit l'arrivée sur le marché de la deuxième génération de Swisstrolley. Il prend la dénomination BGT-N2. Les premiers modèles sont équipés de matériel électrique Siemens, avant que Hess se tourne vers Kiepe en 1998. Au total, 35 unités ont été vendues :
| Année de construction | Exploitant                                             | Ville             | Nombre | Numéro    |
| --------------------- | ------------------------------------------------------ | ----------------- | ------ | --------- |
| 1996                  | Transports régionaux neuchâtelois                      | La Chaux-de-Fonds | 05     | 121 à 125 |
| 1996                  | Städtische Verkehrsbetriebe Bern                       | Berne             | 08     | 1 à 8     |
| 1998                  | Verkehrsbetriebe Biel/Transports publics biennois (de) | Bienne            | 10     | 81 à 90   |
| 1998                  | Städtische Verkehrsbetriebe Bern                       | Berne             | 12     | 9 à 20    |

### Swisstrolley 3

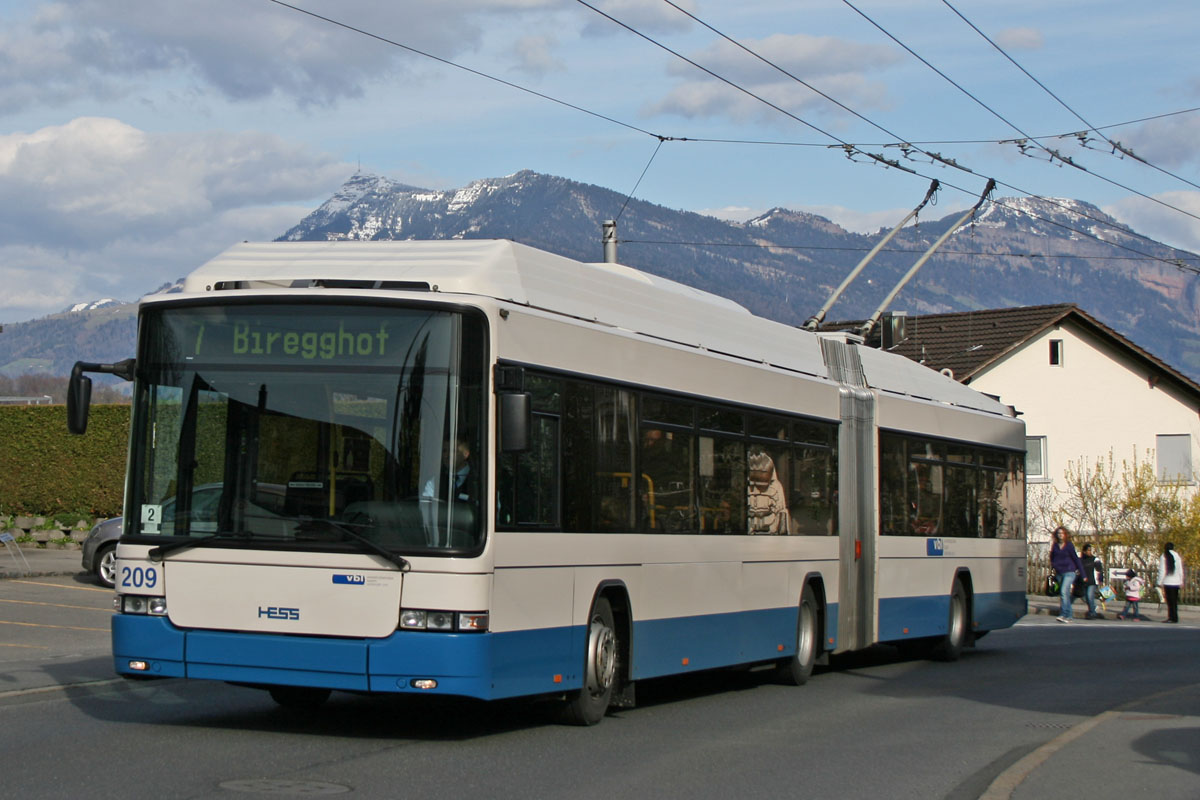
Un Swisstrolley 3 de Lucerne (ancien design)

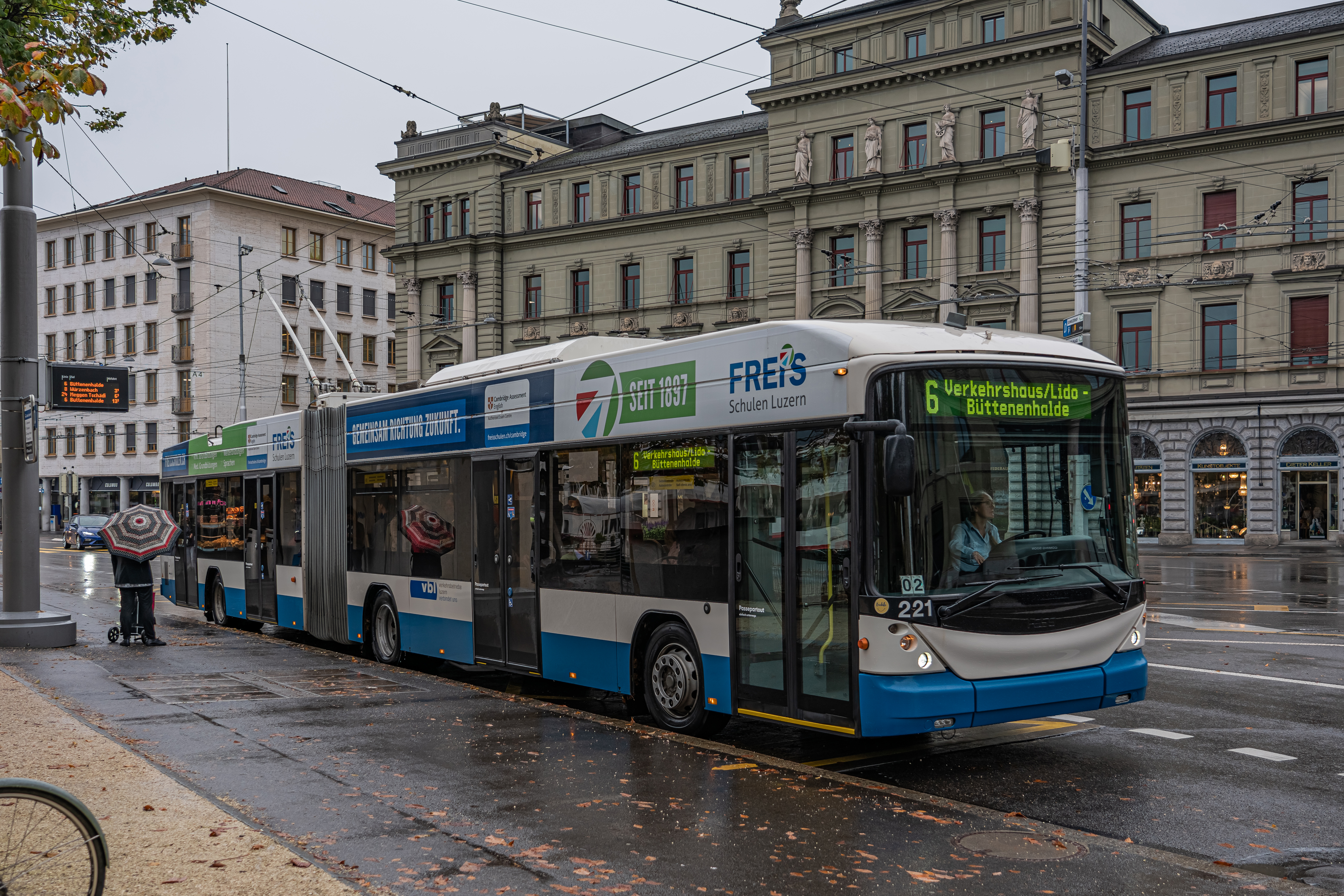
Un Swisstrolley 3 de Lucerne (nouveau design)

Le Swisstrolley 3, est en production depuis 2003. Il est à ce jour, le swisstrolley qui a rencontré le plus de succès. Basé sur le ST3, le lighTram voit son prototype terminé en 2003. 
À la suite de la faillite de NAW en 2002, Hess se décide de construire lui-même les châssis, cependant des composants comme les essieux ou les suspensions sont toujours issus de Daimler-Benz. L'équipement électrique lui vient désormais de Vossloh, à la suite de son rachat de Kiepe. La dénomination exacte du ST3, est Hess/Vossloh-Kiepe BGT-N2C. 
Dix des treize exploitants de trolley suisses l'exploitent déjà, manque à l'appel Berne, La Chaux-de-Fonds et le trolleybus Vevey-Villeneuve.
| Année de construction | Exploitant | Ville       | Nombre | Numéro    | Remarques     |
| --------------------- | ---------- | ----------- | ------ | --------- | ------------- |
| 2004-2005             | TPG        | Genève      | 38     | 731-768   | Ancien design |
| 2004, 2006            | VBL        | Lucerne     | 10     | 201-210   | Ancien design |
| 2006-2007             | VBZ        | Zurich      | 18     | 144-161   |               |
| 2007-2008             | VB/TPB     | Bienne      | 10     | 51-60     |               |
| 2008-2009             | SWS        | Solingen    | 15     | 951-965   |               |
| 2008-2009             | VBSG       | Saint-Gall  | 17     | 171-187   |               |
| 2009                  | VBL        | Lucerne     | 16     | 211-226   |               |
| 2009                  | Breng      | Arnhem      | 9      | 5234-5242 |               |
| 2009-2010             | TPF        | Fribourg    | 11     | 522-533   |               |
| 2009-2010             | TL         | Lausanne    | 35     | 831-865   |               |
| 2009-2011             | TransN     | Neuchâtel   | 20     | 131-150   |               |
| 2010-2012, 2014       | Stadtbus   | Winterthour | 24     | 101-124   |               |
| 2011                  | VBSH       | Schaffhouse | 7      | 101-107   |               |

### Swisstrolley 4

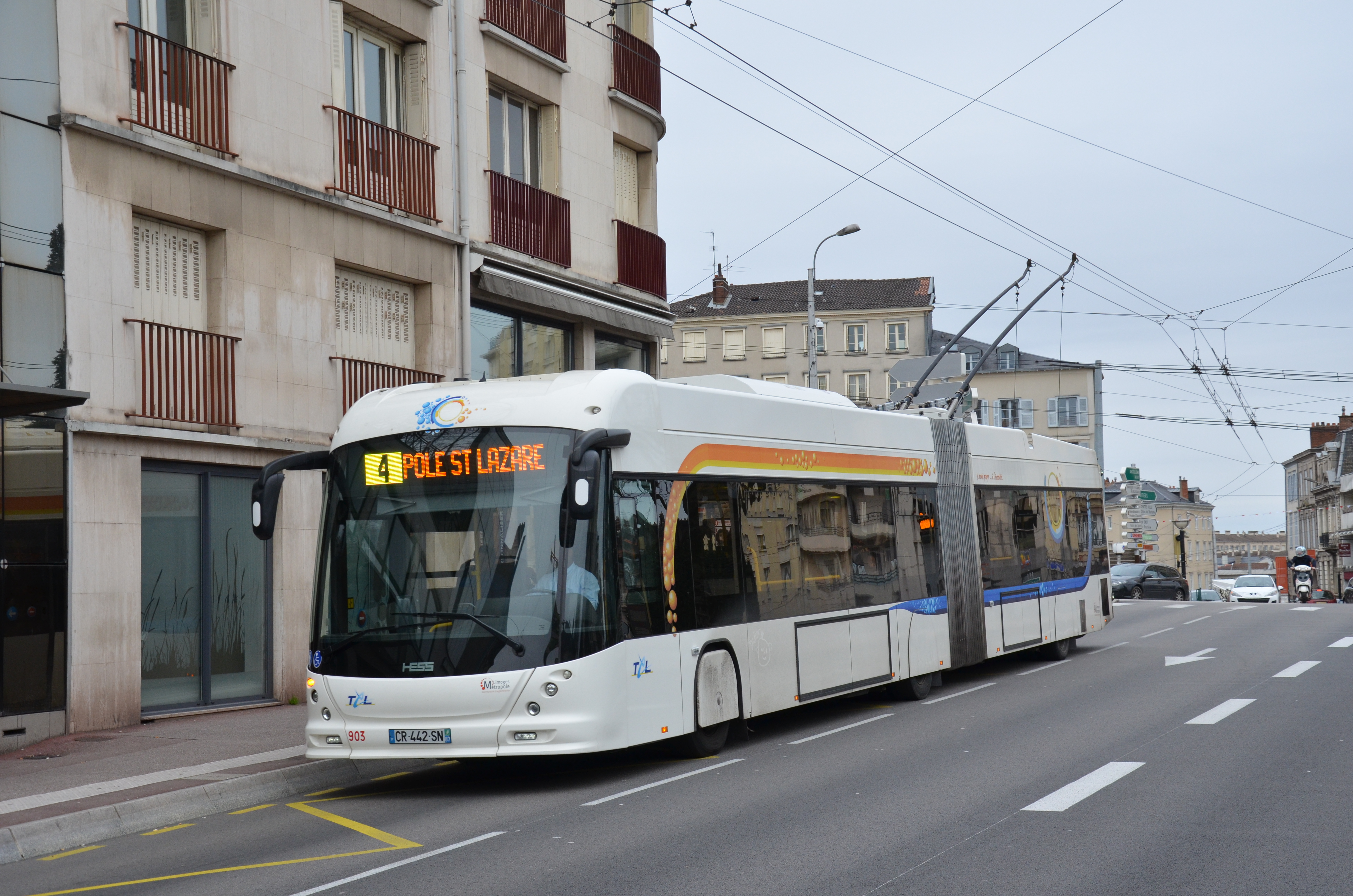
Un Swisstrolley 4 de Limoges

À partir de 2012, le Swisstrolley 4 est en production, plusieurs villes comme Lausanne ou Limoges les exploitent déjà.
| Lieu(x) | Lieu(x)  | Exploitant                 | Modèle                             | Nombre | Mises en service             | Montant du contrat    | Prix unitaire                 | Affectation                  | Observations - Particularités                                                                       |
| ------- | -------- | -------------------------- | ---------------------------------- | ------ | ---------------------------- | --------------------- | ----------------------------- | ---------------------------- | --------------------------------------------------------------------------------------------------- |
|         | Limoges  | STCL Trolleybus de Limoges | 4f                                 | 4      | décembre 2012 - janvier 2013 | 3,6 M€                | 900 000 €                     | Lignes 1 et 4                | La ville de Limoges a bénéficié d'un design sur-mesure qui a après été standardisé.                 |
|         | Genève   | TPG (prototype)            | 4f avec équipement électrique ABB. | 1      | 2013                         | 12,96 M€ (13,9 M CHF) | 1 080 000 € (1 158 000 M CHF) |                              | |
|         | Lausanne | TL                         | 4                                  | 27     | 2013                         | 866 - 892             |                               |                              | |
|         | Arnhem   | Breng                      | 4                                  | 20     | 2013-2017                    |                       |                               |                              | |
|         | Zurich   | VBZ                        | 4                                  |        | 2014-2016                    |                       |                               |                              | |
|         | Lucerne  | VBL                        | 4f                                 | 4      | 2016                         |                       |                               |                              | |
|         | Genève   | TPG                        | 4f                                 | 12     | 2017-2018                    |                       |                               |                              | |
|         | Lyon     | TCL Sytral                 | 4f                                 |        | 2021                         |                       |                               | Lignes fortes : C13, C11, C3 | Ont été commandés pour trouver une solution d'exploitation à la ligne C13 qui était coupée en deux. |
|         | Nancy    | Stan                       | 4f                                 |        | Printemps 2025               |                       | 1,39 M€,                      | Ligne T1                     | Commandés pour remplacer le tram sur pneu TVR. Mise en service prévue au printemps 2025.            |